# تلوری سفلی
تلوری سفلی، در جنوب شهرستان خرم‌آباد در استان لرستان ایران است.

## جمعیت
این روستا در دهستان کرگاه غربی قرار دارد و براساس سرشماری مرکز آمار ایران در سال ۱۳۸۵، جمعیت آن ۱٬۹۶۴ نفر (۳۸۹خانوار) بوده‌است.